# Вустров (Вендланд)
Вустров (њем. Wustrow) град је у њемачкој савезној држави Доња Саксонија. Једно је од 27 општинских средишта округа Лихов-Даненберг. Према процјени из 2010. у граду је живјело 3.021 становника. Посједује регионалну шифру (AGS) 3354026.

## Географски и демографски подаци
Вустров се налази у савезној држави Доња Саксонија у округу Лихов-Даненберг. Град се налази на надморској висини од 17 метара. Површина општине износи 30,0 km². У самом граду је, према процјени из 2010. године, живјело 3.021 становника. Просјечна густина становништва износи 101 становника/km².